# Placostylus bollonsi
Placostylus bollonsi é uma espécie de gastrópode  da família Bulimulidae.
É endémica da Nova Zelândia.